# Cyanallagma corbeti
Cyanallagma corbeti is een libellensoort uit de familie van de waterjuffers (Coenagrionidae), onderorde juffers (Zygoptera).
De wetenschappelijke naam van de soort is voor het eerst geldig gepubliceerd in 2009 door Costa, Santos & I. de Souza.